# De geheimzinnige gaper
Tom Poes en de geheimzinnige gaper of kortweg De geheimzinnige gaper is het 46ste verhaal uit de Bommelsaga, geschreven en getekend door Marten Toonder. Het verhaal verscheen voor het eerst op 26 oktober 1951 en liep tot 17 januari 1952. Het thema van het verhaal is voedselveiligheid.

## Samenvatting
Tovenaar Hocus Pas zorgt ervoor dat steeds meer artikelen en later ook inwoners gaan lijken op een ouderwetse gaperkop, zoals men die bij oude drogisterijen kan aantreffen. Hij heeft daarvoor een 'winkel' gebouwd die niet altijd aanwezig is. Uiteindelijk constateert ambtenaar Dorknoper dat dit illegaal is en laat de zaak slopen. Daar kan Hocus Pas niet tegenop, en hij verandert in een kraai. Tom Poes vangt hem en geeft hem aan Wammes Waggel, maar commissiaris Bulle Bas, die niet beseft waar het om gaat, beveelt later om de vogel vrij te laten. En zo ontsnapt de schurk wederom.